# Galija
Galija (v srbské cyrilici Галија) je srbská a dříve jugoslávská rocková skupina z Niše. Vznikla v roce 1977 a orientovala se na progressive rock; během 80. let se však přiklonila spíše k mainstreamové rockové produkci. Rekordní popularity dosáhla na přelomu 80. a 90. let, v období rozpadu Jugoslávie.
V čele skupiny stojí bratři Nenad a Predrag Milosavljevićovi. Dalšími členy skupiny byli, či jsou Boban Pavlović, Dragutin Jakovljević, Slaviša Pavlović, Ivan Ilić, Miloš Krstić, Goran Antović.
Mezi největší hity skupiny, známé především v prostoru států bývalé Jugoslávie, patří např.: "Digni ruku“, "Dodirni me“, "Proleće“, "Na tvojim usnama“.

## Diskografie
- Prva plovidba (1979)
- Druga plovidba (1980)
- Ipak verujem u sebe (1982)
- Bez naglih skokova (1984)
- Digni ruku (1986)
- Daleko je Sunce (1988)
- Korak do slobode (1989)
- Istorija, ti i ja (1991)
- Karavan (1994)
- Trinaest (1996)
- Voleti voleti (1997)
- Južnjačka uteha (1999)
- Dobro jutro, to sam ja (2005)
- Mesto pored prozora (2010)